# Форестбрук (Південна Кароліна)
Форестбрук (англ. Forestbrook) — переписна місцевість (CDP) в США, в окрузі Горрі штату Південна Кароліна. Населення — 6656 осіб (2020).

## Географія
Форестбрук розташований за координатами 33°43′27″ пн. ш. 78°58′4″ зх. д. / 33.72417° пн. ш. 78.96778° зх. д. (33.724214, -78.967785).  За даними Бюро перепису населення США в 2010 році переписна місцевість мала площу 9,68 км², уся площа — суходіл.

## Демографія
Згідно з переписом 2010 року, у переписній місцевості мешкало 4612 осіб у 1741 домогосподарстві у складі 1311 родини. Густота населення становила 477 осіб/км².  Було 1978 помешкань (204/км²).
Расовий склад населення:
| - 85,9 % — білих - 7,6 % — чорних або афроамериканців - 1,3 % — азіатів - 0,3 % — корінних американців - 0,1 % — вихідців з тихоокеанських островів - 2,3 % — осіб інших рас |

До двох чи більше рас належало 2,5 %. Частка іспаномовних становила 5,8 % від усіх жителів.
За віковим діапазоном населення розподілялося таким чином: 23,3 % — особи молодші 18 років, 63,7 % — особи у віці 18—64 років, 13,0 % — особи у віці 65 років та старші. Медіана віку мешканця становила 39,9 року. На 100 осіб жіночої статі у переписній місцевості припадало 99,1 чоловіків;  на 100 жінок у віці від 18 років та старших — 96,4 чоловіків також старших 18 років.
Середній дохід на одне домашнє господарство  становив 70 392 долари США (медіана — 53 628), а середній дохід на одну сім'ю — 79 619 доларів (медіана — 55 729). Медіана доходів становила 48 171 долар для чоловіків та 31 550 доларів для жінок. За межею бідності перебувало 4,0 % осіб, у тому числі 6,2 % дітей у віці до 18 років та 0,0 % осіб у віці 65 років та старших.
Цивільне працевлаштоване населення становило 2325 осіб. Основні галузі зайнятості: мистецтво, розваги та відпочинок — 25,5 %, освіта, охорона здоров'я та соціальна допомога — 21,6 %, роздрібна торгівля — 14,0 %, будівництво — 8,0 %.